# Neerpedebeek
De Neerpedebeek (lokaal ook Pedebeek genoemd) is een zijriviertje van de Zenne. Ze gaf haar naam aan de Anderlechtse deelgemeente Neerpede.

## Geografie
De Molenbeek-Neerpedebeek behoort tot het stroomgebied van de Schelde. Ze ontspringt in Tomberg (Sint-Martens-Lennik) op een hoogte van 63 m. Nadien vloeit de Neerpedebeek verder in het Pajottenland doorheen Sint-Gertrudis-Pede en Sint-Anna-Pede en stroomt ter hoogte van de Koeivijverstraat te Dilbeek vanuit de Vlaamse Rand het Brussels Hoofdstedelijk Gewest in.
De voornaamste zijwaterloop van de Neerpedebeek is de Laarbeek, die in Sint-Gertrudis-Pede in de Neerpedebeek uitmondt.